# Rhinoraja longicauda
Rhinoraja longicauda är en rockeart som beskrevs av Ishiyama 1952. Rhinoraja longicauda ingår i släktet Rhinoraja och familjen egentliga rockor. IUCN kategoriserar arten globalt som livskraftig. Inga underarter finns listade i Catalogue of Life.